# روندیابی سیل
روندسازی سیل (Flood routing) آن است که اگر مشخصات هیدروگراف را در نقطه‌ای از رودخانه داشته باشیم چگونه از روی آن بتوانیم هیدروگراف را در نقطه‌ای دیگر در پایین دست تخمین بزنیم.
مسلماً هیدروگراف‌های این دو نقطه مشابه نخواهند بود زیرا خصوصیات مسیری که آب از آن گذشته یا در آن جریان دارد شکل هیدروگراف را تغییر می‌دهد.